# Torres de Alcanadre
Torres de Alcanadre – gmina w Hiszpanii, w prowincji Huesca, w Aragonii, o powierzchni 17,63 km². W 2011 roku gmina liczyła 105 mieszkańców.